# Lesben-Frühlings-Treffen
La Lesben-Frühlings-Treffen (LFT) (litt. Rencontre du printemps lesbien) est le plus grand événement lesbien d'Allemagne. Débuté en 1973 au sein de l'Action Homosexuelle de Berlin-Ouest, elle a lieu chaque année pendant le week-end de la Pentecôte et mêle ateliers, discussions et activités communautaires.

## Histoire
En 1972, durant le weekend de la Pentecôte, l'Action Homosexuelle de Berlin-Ouest (HAW) organise la toute première réunion annuelle homosexuelle allemande. Environ 30 lesbiennes et 200 hommes gay y participent. Lors de la réunion de l'année suivante, une séparation entre les organisations lesbienne et gay se fait ressentir, mais c'est à partir de 1974 que le groupe de femmes de l'HAW met en place la première rencontre lesbienne autonome. 
En 1975, le groupe de femmes de l'HAW s'indépendantise et devient le Centre d'action lesbien. Il organise les rencontres lesbiennes à Berlin-Ouest jusqu'en 1978, avant que les groupes lesbiens d'autres villes allemandes ne prennent le relais.
En 1992, à Brême, la réunion lesbienne de la Pentecôte est rebaptisée Printemps lesbien – puis Rencontre du printemps lesbien – pour éloigner la connotation chrétienne du nom.
En 2000, afin de soutenir les équipes organisatrices locales, de transmettre les expériences des éditions passées, d'offrir une aide financière et de documenter les réunions, l'association Lesbenfrühling e.V. est née.

## Organisation
L'un des principes de la LFT est le suivant : « Toutes les lesbiennes intéressées sont autorisées à participer, à l'exception de celles qui prônent les violences sexuelles contre les filles, et des fascistes. »
Les événements de la Lesben-Frühlings-Treffen mêlent à la fois des moments de groupe, des séances plénières, des manifestations et/ou des rassemblements, ainsi qu'une programmation de soirées et d'événements culturels. Des stands de restauration et de vente ainsi que des toilettes sont également disponibles. Les prix des abonnements sont généralement échelonné en fonction des revenus des participantes. 
Le groupe de lesbiennes de la ville d'accueil est responsable de la préparation et de l'organisation, et s'inspire des décisions prises lors des assemblées générales précédentes. Il dispose par ailleurs d'une grande liberté de conception qui amènent à une orientation différente chaque année. Les groupes locaux respectifs choisissent une devise, qui est souvent basée sur les événements politiques actuels.

## Accessibilité
Une grande importance est accordée à l’accessibilité de l'évènement. Un groupe de travail spécifique est monté chaque année pour assurer au mieux les aspects suivants :
- Le site web contenant des informations sur la réunion est conçu selon les critères du Web Content Accessibility Guidelines (en).
- Les bâtiments se veulent les plus accessibles possible et utilisables par les personnes en fauteuil roulant, y compris les sanitaires et l'hébergement pour la nuit.
- Les événements sont interprétés en langue des signes pour les lesbiennes sourdes.
- Le livret du programme disponible sur place est également pensé pour les personnes malvoyantes.

En 2012, la demande de soutien financier pour garantir l'accessibilité au LFT de Nuremberg a été rejetée par le ministère fédéral de la Famille, des Personnes âgées, des Femmes et de la Jeunesse.

## Lieux et thèmes
| Jahr | Ort                                        | Motto                                                                                |
| ---- | ------------------------------------------ | ------------------------------------------------------------------------------------ |
| 1973 | Berlin-Ouest                               | L'oppression des femmes comme point commun primaire. De l'isolement à l'organisation |
| 1974 | Berlin-Ouest                               | Le féminisme est-il la théorie et le lesbianisme la pratique ?                       |
| 1975 | Berlin-Ouest                               |                                                                                      |
| 1976 | Berlin-Ouest                               |                                                                                      |
| 1977 | Berlin-Ouest                               |                                                                                      |
| 1978 | Berlin-Ouest                               |                                                                                      |
| 1979 | Münster                                    |                                                                                      |
| 1980 | Spielberg (proche de Karlsruhe)            |                                                                                      |
| 1981 | Berlin-Ouest                               | Réunification des lesbiennes - Murs des lesbiennes - Fin des lesbiennes ?            |
| 1982 | annulé                                     |                                                                                      |
| 1983 | Osnabrück                                  |                                                                                      |
| 1984 | annulé                                     |                                                                                      |
| 1985 | Hambourg                                   |                                                                                      |
| 1986 | Munich                                     | Envie de Munich - Le bonheur lesbien                                                 |
| 1987 | Hambourg                                   | Plus de mordant dans le mouvement                                                    |
| 1988 | Münster                                    | Puissance en province                                                                |
| 1989 | Francfort-sur-le-Main                      |                                                                                      |
| 1990 | Tübingen                                   | Vivre avec passion                                                                   |
| 1991 | Mönchengladbach                            | Lesbienne - et alors ?                                                               |
| 1992 | Brême                                      | Désaccord conséquent - lesbiennes bruyantes                                          |
| 1993 | Freiburg                                   | À bas les murs - Lesbiennes sans frontières ?                                        |
| 1994 | Heidelberg                                 | Lesbienne, obstinée, diverse                                                         |
| 1995 | Hambourg                                   | Rentrer à la maison - accepter de ne pas être d'accord                               |
| 1996 | Munich                                     | Et pourtant, elle bouge !                                                            |
| 1997 | Stuttgart                                  | Commerce & solidarité                                                                |
| 1998 | Fribourg                                   | Laisser faire les lesbiennes                                                         |
| 1999 | Cologne                                    | C'est le comble !                                                                    |
| 2000 | Bochum-Querenburg                          | Tous queer ou quoi ?                                                                 |
| 2001 | Rostock                                    | Est-Ouest - un (mauvais) thème pour les lesbiennes                                   |
| 2002 | Hanovre                                    | Ouvrir les portes                                                                    |
| 2003 | Munich                                     | Fais-toi lesbienne                                                                   |
| 2004 | Gießen                                     | En plein dedans et à côté de la plaque                                               |
| 2005 | Berlin                                     | Penser - Parler - Sentir - Agir !                                                    |
| 2006 | Leipzig                                    | La diversité sur un grand feu                                                        |
| 2007 | Marbourg                                   | L'infini - rien sans contradiction - bienvenue dans l'espace lesbien                 |
| 2008 | Dresde                                     | Embrassées par l'Europe - les lesbiennes partout                                     |
| 2009 | Cologne                                    | Les lesbiennes dans la culture de l'amour - tout est en mouvement ?                  |
| 2010 | Hambourg                                   | Lesbiennes, levez l'ancre                                                            |
| 2011 | Rostock                                    | Toutes autour de la mer Baltique                                                     |
| 2012 | Nuremberg                                  | Droits des lesbiennes = droits de l’homme = droits des lesbiennes                    |
| 2013 | Munich                                     | … éternellemenl lesbienne - comment vis-tu ?                                         |
| 2014 | Berlin                                     | Ensemble                                                                             |
| 2015 | annulé                                     |                                                                                      |
| 2016 | Brême                                      | Différent, mais comment !?                                                           |
| 2017 | Kiel                                       | Hissez haut les lesbiennes ! - créer différemment                                    |
| 2018 | Göttingen                                  | Lesbiennes, entendez le signal !                                                     |
| 2019 | Cologne                                    | La L*FT 2019 scrute les étoiles !                                                    |
| 2020 | Heidelberg (annulé pour cause de pandémie) | Come Out and Kiss                                                                    |
| 2021 | Brême (virtuel)                            | Le Printemps lesbien - retour aux sources                                            |
| 2022 | annulé                                     |                                                                                      |
| 2023 | annulé                                     |                                                                                      |
| 2024 | Berlin - Brandenburg                       | Mouvement                                                                            |